# Fimbristylis ovata
Fimbristylis ovata là loài thực vật có hoa trong họ Cói. Loài này được (Burm.f.) J.Kern mô tả khoa học đầu tiên năm 1967.